# Агрикольское (сельское поселение)
Агрикольское — упразднённое муниципальное образование со статусом сельского поселения в Красногорском районе Удмуртии Российской Федерации.
Административный центр — село Красногорское.
Законом Удмуртской Республики от 30.04.2021 № 39-РЗ к 23 мая 2021 года упразднено в связи с преобразованием муниципального района в муниципальный округ.

## История
Статус и границы сельского поселения установлены Законом Удмуртской Республики от 28 января 2005 года № 2-РЗ «Об установлении границ муниципальных образований и наделении соответствующим статусом муниципальных образований на территории Красногорского района Удмуртской Республики».

## Население
| 2010  | 2012  | 2013  | 2014  | 2015  | 2016  | 2017  |
| ----- | ----- | ----- | ----- | ----- | ----- | ----- |
| 1391  | ↘1346 | ↗1350 | ↗1358 | ↘1334 | ↘1317 | ↘1282 |
| 2018  | 2019  | 2020  |       |       |       |       |
| ↗1283 | ↘1270 | ↘1261 |       |       |       |       |

## Состав сельского поселения
| №  | Населённый пункт | Тип населённого пункта | Население |
| -- | ---------------- | ---------------------- | --------- |
| 1  | Агриколь         | деревня                | ↗708      |
| 2  | Бараны           | деревня                | ↘2        |
| 3  | Большая Игра     | деревня                | ↗10       |
| 4  | Клабуки          | деревня                | ↘44       |
| 5  | Коровкинцы       | деревня                | ↗35       |
| 6  | Кулемино         | деревня                | →8        |
| 7  | Малая Игра       | деревня                | ↘56       |
| 8  | Малягурт         | деревня                | ↘84       |
| 9  | Новый Кеновай    | деревня                | ↗1        |
| 10 | Потапово         | деревня                | ↗20       |
| 11 | Рябово           | деревня                | ↘41       |
| 12 | Старое Кычино    | деревня                | →115      |
| 13 | Сюрзяне          | деревня                | →18       |
| 14 | Тараканово       | деревня                | ↗69       |
| 15 | Тура             | деревня                | ↘66       |
| 16 | Убытьдур         | деревня                | →25       |
| 17 | Юшур             | деревня                | ↘44       |